# Louis-René Luce
Louis-René Luce, (in italiano, Luigi Renato Luce) (Parigi, 1695 – 1774), è stato un incisore e tipografo francese.

## Biografia
Incisore della Stamperia Reale francese (Imprimerie Nationale di Parigi), proveniva da una famiglia di artigiani argentieri. Nel 1738 diventò incisore del Re.
Precursore dell'arte tipografica francese, pubblicò nel 1771 un saggio intitolato Saggio sulla nuova tipografia (titolo originale: Essai d'une nouvelle typographie ornée de vignettes, fleurons, trophées, filets, cadres et cartels, inventés, dessinés et exécutés par L. Luce, graveur du roi, pour son imprimerie royale).
Inventò il carattere tipografico Luce che prende il nome dal suo inventore .
Si spense a Parigi nel 1774.